# ورزش مخاطره‌آمیز

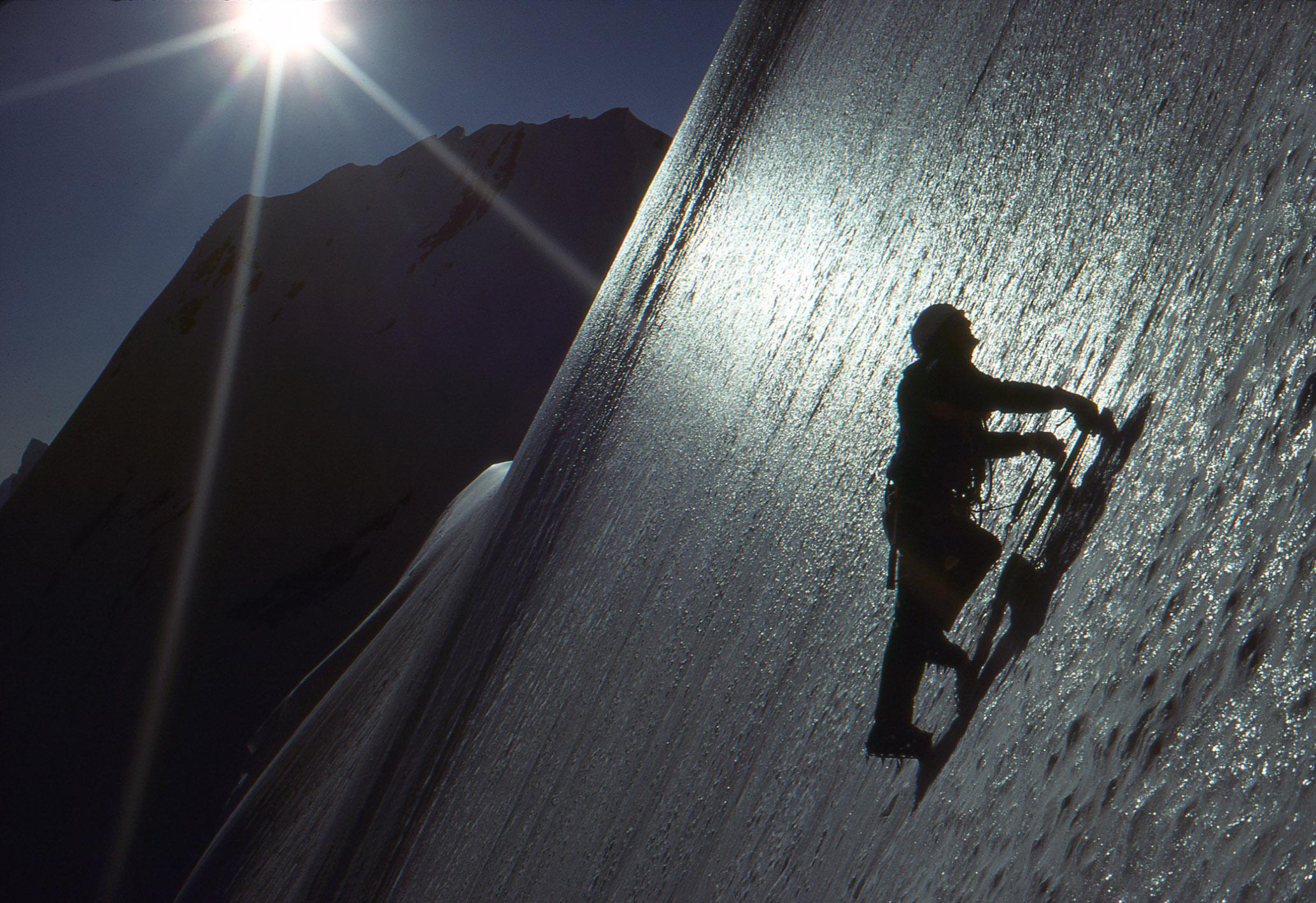
یک ورزشکار در حال یخ‌نوردی که با سقوط و مشکلات جانی همراه است

به ورزش‌هایی که برای ورزشکار خطر جانی دارد ورزش‌های مخاطره‌آمیز می‌گویند. از این نوع ورزشها می‌توان به پرش بانجی و پارکور اشاره کرد.
ورزش‌های extreme که به نام action sports نیز شناخته می‌شوند، تفریحات و ورزشهایی جدید و هیجان انگیز هستند که معمولاً خطر نیز جزوی از آن‌ها محسوب می‌شود. این نوع ورزش هامعمولاً ترکیبی از سرعت، خطر، ارتفاع، حرکات آکروباتیک و حادثه جویی هستند.
در این ورزش‌ها عموماً خطر نقش بزرگی را بازی می‌کند اما این داشتن مهارت، سرعت بالا و قابلیت انجام حرکات آکروباتیک شخص ورزشکار است که به پیشواز خطر می‌رود تا حس حادثه جویی و پیروز شدن بر خطرات را تحریک کند.
انجام این ورزش‌ها بیشتر در میان افراد جوان طرفدار دارد. جایی که جوانان سعی دارند تا انرژی خود را در بی‌نهایت‌ترین حالت خطر و حادثه خرج کنند. یکی دیگر از دلایل انجام این نوع ورزشها، مبارزه با استرس و فشار درونی و روحی انسان است. از زمانی که این ورزش‌ها همه گیر شد، جوانان بسیاری به ویژه در کشورهای پیشرفته علاقه‌مند به انجام این ورزش شدند. اتفاقاً اکثر این جوانان، افرادی شاغل بودند که از پست‌های شغلی خوب و مهمی نیز برخوردار بودند.
اما از ورزش‌های extreme می‌توان به «اسکیت‌بردینگ»، «موج سواری»، «شیرجه آزاد- از روی صخره»، «اسنو برد» یا «بانجی جامپینگ - یا همان سقوط با طناب فنری» اشاره کرد.
تقریباً برای انجام تمامی ورزشهای extreme شخص می‌بایست دارای شرایط فیزیکی، روحی و سنی خاصی باشد. برای مثال می‌بایست شخص ورزشکار هیچگونه مشکل قلبی نداشته باشد، شخصی با سن کم یا زیاد نباشد، و همچنین فردی باشد که در شرایط بحرانی قابلیت کنترل جسمی و روحی خود را از دست ندهد.
همچنین برای انجام این ورزش‌ها، می‌بایست فرد تمریناتی را قبلاً انجام داده باشد تا شرایط فیزیکی خود را نسبت به انجام آن ورزش آماده سازد.
در زیر فهرستی از انواع ورزشهای extreme به چشم می‌خورند:
- Skateboarding (اسکیت برد)
- BMX freestyle (دوچرخه‌های کوچک bmx)
- Bouldering (گونه‌ای از صخره‌نوردی)
- Buggy Rollin Buildering (ساختمان‌نوردی)
- Bungee jumping (بانجی جامپینگ)
- Elevator surfing (حرکاتی پرخطر در بالایی آسانسور مثل: پریدن از بالای یک آسانسور روی دیگری)
- Free-diving (شیرجه آزاد)
- Canyoning (دره نوردی)
- Caving (غارنوردی) Free running (دوی آزاد)
- Cave diving (غواصی در غار)